# Малютка (Амурская область)
Малютка — упразднённый посёлок в Зейском районе Амурской области России. Исключен из учётных данных в 1974 году.

## География
Посёлок располагался на правом берегу реки Бом (приток Дугды) в месте впадения в неё ручья Петровский, на расстоянии примерно 76 километров (по прямой) к юго-востоку поселка Огорон.

## История
Возник в конце XIX века как золотодобывающий прииск.
Решением Амурского исполкома от 7 июня 1974 года № 253, посёлок Малютка исключен из учётных данных как несуществующий.